# Остров Знаменского
О́стров Зна́менского — остров в Антарктике у северного побережья Земли Виктории, Берега Отса.

## Описание
Остров расположен в заливе Ренник к северу от конца ледника Ренник. Высокий, почти круглый, покрытый льдом остров 4 км длиной.

## История открытия
Остров нанесён на карту в 1958 году 3-й Комплексной Антарктической экспедицией в ходе исследования берега Отса морским отрядом экспедиции на дизель-электроходе «Обь». Бо́льшая часть названий давалась экспедицией в честь советских исследователей Арктики и Антарктики. Остров Знаменского был назван по имени советского гидрографа К. И. Знаменского (1903—1941).